# Archeologisch Informatiepunt (Groningen)
Een Archeologisch Informatiepunt, kortweg AIP, was een klein bezoekerscentrum waar informatie werd verschaft over het Groningse landschap en haar geschiedenis. Dit werd gedaan in de vorm van exposities, themaboeken en videofilms. Daarnaast liep er vanaf elk AIP een fiets- of traproute, zodat bezoekers de geschiedenis van het landschap zelf konden ervaren. Een extra fietsroute liep door Duurswold. 
De AIP's werden sinds 2003 ontwikkeld in de kuststreek van de provincie Groningen. De beschikbare subsidies gingen uit van een levensduur van tien jaar. De AIP's vormden een tegenhanger van de Archeologische Steunpunten (AIP's) in de provincie Fryslân. 

## AIP's
Er waren vijf Archeologische Informatiepunten met ieder een eigen thema. 
- Middag-Humsterland (2008): in museum Wierdenland in Ezinge, met als thema de wordingsgeschiedenis van de landschappen Middag en Humsterland en de rol van de Lauwerszee en het Reitdiep daarin.
- Hoogeland (2006), in het oude schoolgebouw van het Openluchtmuseum Hoogeland te Warffum, met informatie over de ontwikkeling van het kwelderlandschap.
- Fivelboezem (2004), in het dorpshuis in Zeerijp, met een expositie over de verdwenen rivier de Fivel, en over de baksteenindustrie vanaf de vroege Middeleeuwen tot begin 20e eeuw.
- Oost-Fivelingo (2008), in de Mariakapel van de Nicolaïkerk in Appingedam, met als thema 'Water en waterbeheer’.
- Dollardboezem (2010): in De Oude Remise in Bad Nieuweschans, met als thema’s de middeleeuwse veenontginningen, het verdronken dorp Houwingaham, kerken, kloosters en boerderijen. Voor dit laatste, grensoverschrijdende project is samengewerkt met de Duitse organisatie Ostfriesische Landschaft [de] iteAurich.

## Themaboeken
- Meindert Schroor et al., Het Hoogeland. Hart van de Ommelanden, Bedum 2003, 2e herz.dr. 2009 (Archeologie in Groningen, dl. 1)
- Otto S. Knottnerus, Fivelboezem. De erfenis van een verdwenen rivier, Bedum 2006 (Archeologie in Groningen, dl. 2)
- Otto S. Knottnerus, Natte voeten, vette klei. Oostelijk Fivelingo en het water, Bedum 2008, 2e herz. dr. 2015 (Archeologie in Groningen, dl. 3)
- Jan Delvigne, Middag Humsterland. Op het spoor van een eeuwenoud wierdenlandschap, Bedum 2008 (Archeologie in Groningen, dl. 4)
- Henny Groenendijk en Ralf Bärenfänger, Gelaagd landschap. Veenkolonisten en kleiboeren in het Dollardgebied, Bedum 2008 (Archeologie in Groningen, dl. 5), Duitstalige uitgave onder de titel: Mehrschichtige Landschaft. Moorkolonisten und Kleibauern im Dollartgebiet (2008)

## Videofilms
- Anton Tiktak, AIP Fivelingo. Arte del Norte (2006).
- Anton Tiktak, AIP Oost-Fivelingo. Arte del Norte (2008).
- Anton Tiktak, AIP Middag-Homsterland. Arte del Norte (2008).
- Anton Tiktak, Stilte na de Storm: woarst doe op blode vouten in de Dollert staist. Arte del Norte (2011). (ook via vimeo: deel 1 en deel 2)

## Traproutes
- M. Alkemade, Duurswold. Fietsen rond het Schildmeer, Amersfoort 2004 (Cultuurhistorische Routes in Nederland, dl. 41)
- Karel Vlak, J Pauw en S.M. van Genuchten, Warffum: fietsen door het land van kwelder, wind en wad, Amersfoort 2004 (Archeologische Routes in Nederland, dl. 44)
- K.J. Steehouwer, Zeerijp: meanderen door een wijds en hoekig land in de Fivelboezem, Amersfoort 2005 (Archeologische Routes in Nederland, dl. 47)
- Y. van Koeveringe, Appingedam Delfzijl: twee fietsroutes door Oost-Fivelingo, Amersfoort 2008 (Cultuurhistorische Routes in Nederland, dl. 59)
- Y. van Koeveringe en H. Groenendijk, Ezinge: fietstocht door Nationaal Landschap Middag-Humsterland, Amersfoort 2008 (Cultuurhistorische Routes in Nederland, dl. 66)